# Дункан Высокий
Дункан Высокий или Дунк — персонаж вымышленного мира, изображённого в серии книг «Песнь Льда и Огня» Джорджа Мартина, вестеросский рыцарь эпохи Таргариенов, лорд-командующий Королевской гвардии. Главный герой «Повестей о Дунке и Эгге», где его оруженосцем является будущий король Эйегон, и будущего сериала «Рыцарь Семи Королевств», где его сыграет Питер Клэффи.

## Биография
Рождение Дункана Мартин датирует 191, 192 или 193 годом от Завоевания Эйегона. Дункан никогда не знал родителей, рос на улицах Королевской Гавани, где его подобрал пяти- или шестилетним межевой рыцарь сир Арлан из Пенитри. В последующие годы он объездил весь Вестерос в качестве оруженосца. В 208 или 209 году Дункан похоронил сира Арлана и решил вместо него принять участие в рыцарском турнире в Эшфорде. В оруженосцы он взял мальчика по имени Эгг, оказавшегося впоследствии принцем Эйегоном Таргариеном. В силу обстоятельств Дункан вмешался в конфликт между двумя группами принцев и оказался невольным виновником гибели наследника престола Бейелора. Затем он продолжил свои скитания по Вестеросу в компании Эгга. В 233 году последний стал королём, не позже 236 года Дункан вступил в Королевскую гвардию, не позже 252/253 года стал лордом-командующим.
Сир Дункан погиб при пожаре в Летнем замке в 259 году, в день появления на свет принца Рейегара. Вместе с ним погибли король Эйегон и наследник престола Дункан Малый.

## В книгах
Дункан Высокий впервые появляется в повести Джорджа Мартина «Межевой рыцарь», затем — в повестях «Присяжный рыцарь» и «Таинственный рыцарь». Это первые произведения писателя о Вестеросе, ставшие впоследствии вступлением к основной части «Песни льда и огня», действие которой происходит спустя почти век. Рецензенты отмечают, что Дунк и его оруженосец представляют собой «комическую альтернативу» героям написанных позже романов Мартина. Рыцарь не связан родством ни с одним из «великих домов», он не является непобедимым бойцом, сам себя постоянно упрекает в глупости. Однако на этом фоне постепенно происходит смещение к более мрачным тонам; к тому же каждое приключение Дунка и Эгга приближает последнего к престолу и предопределяет развитие событий в отдалённом будущем.
Джордж Мартин планирует написать продолжение «Повестей о Дунке и Эгге». Существует мнение, что он создаст роман, который станет не прелюдией к саге, а первой её частью. В этом случае «увлекательные, но малозначимые приключения бродячего рыцаря и его оруженосца» могут набрать «вес и достоинство саги, повествуя о героических подвигах будущего военного лидера и образовании будущего короля». Писатель уже приложил серьёзные усилия, чтобы возвысить Дункана через воспоминания о нём персонажей романов. Так, Барристан Селми когда-то впервые прославился благодаря победе над Дунканом на турнире; Джейме Ланнистер в качестве лорда-командующего Королевской гвардии упомянут как недостойный преемник великого рыцаря.
В одном из интервью Мартин рассказал, что в числе персонажей его романов есть один потомок сира Дункана, и пообещал дать намёк в «Пире стервятников». Есть предположения о том, что это Бриенна Тарт и Ходор (прабабка этого героя Старая Нэн была молода в то время, когда сир Дункан посетил Винтерфелл).
Существует гипотеза о том, что Дункан — внебрачный сын одного из Таргариенов.

## В сериале
В 2021 году стало известно о начале работы над сериалом по мотивам «Повестей о Дунке и Эгге». Роль Дункана Высокого получил бывший рэгбист Питер Клэффи.

## В изобразительном искусстве
Американский художник-иллюстратор Майкл Калута изобразил Дункана Высокого на обложке комикса, написанного по мотивам повести «Межевой рыцарь». Другой вариант обложки создал Тэд Нэсмит. Цикл иллюстраций к «Повестям о Дунке и Эгге» создал Гари Джанни.